# ... E poi lo chiamarono il magnifico
… E poi lo chiamarono il magnifico\'\'\' é um filme de produção franco-ítalo-iugoslava de 1972 do gênero comédia western, dirigido por Enzo Barboni (com o pseudônimo de E.B. Clucher).
Terence Hill repete a parceria com o diretor de seus dois filmes anteriores que foram com o personagem Trinity. Além do nome parecido, o tom de comédia e as piadas recorrentes (como a dupla de caçadores de recompensas que sempre tem as faces empurradas contra uma mesa) muito semelhantes as dos filmes com Trinity, levam a que alguns considerem esse como o terceiro de uma trilogia cinematográfica "não oficial" do diretor com Terence Hill.

## Elenco
- Terence Hill…Sir Thomas Fitzpatrick Phillip Moore
- Gregory Walcott…Bull Schmidt
- Yanti Somer…Candida Olsen
- Dominic Barto…Monkey Smith
- Harry Carey Jr.…Holy Joe (nos letreiros, Harry Carey)
- Enzo Fiermonte…Frank Olsen
- Danika La Loggia…Iris
- Riccardo Pizzuti…Morton Clayton

## Sinopse
O jovem e refinado nobre inglês Sir Thomas Fitzpatrick Phillip Moore, leitor de poesia e estudante de insetos, viaja até o Velho Oeste para se encontrar com os capangas de seu falecido pai, o bandoleiro conhecido como "Inglês". No caminho, a diligência em que estava é assaltada por três bandidos mascarados. Quando chega a antiga cabana esconderijo de seu pai, Thomas não percebe que os homens que estão ali são os ladrões, mesmo um deles estando com o cãozinho de uma das vítimas. Ele lhes entrega uma carta do pai, na qual o falecido bandido pede que ajudem seu filho a "ser um homem". Apesar de pacífico e não saber usar armas, o fato de Thomas se apaixonar pela filha do maior rancheiro da região desperta os ciúmes do violento capataz Morton Clayton, que o desafia a uma série de lutas e duelos.